# Stazione di Arsoli
Stazione di Arsoli vasútállomás Olaszországban, Arsoli településen.

## Vasútvonalak
Az állomást az alábbi vasútvonalak érintik:
- Róma–Sulmona–Pescara-vasútvonal

## Kapcsolódó állomások
A vasútállomáshoz az alábbi állomások vannak a legközelebb:
- Stazione di Oricola-Pereto
- Stazione di Roviano